# Chaffee (Misuri)
Chaffee es una ciudad ubicada en el condado de Scott en el estado estadounidense de Misuri. En el Censo de 2010 tenía una población de 2955 habitantes y una densidad poblacional de 617,39 personas por km².

## Geografía
Chaffee se encuentra ubicada en las coordenadas 37°10′52″N 89°39′41″O / 37.18111, -89.66139. Según la Oficina del Censo de los Estados Unidos, Chaffee tiene una superficie total de 4.79 km², de la cual 4.65 km² corresponden a tierra firme y (2.87%) 0.14 km² es agua.

## Demografía
Según el censo de 2010, había 2955 personas residiendo en Chaffee. La densidad de población era de 617,39 hab./km². De los 2955 habitantes, Chaffee estaba compuesto por el 97.83% blancos, el 0.51% eran afroamericanos, el 0.2% eran amerindios, el 0.1% eran asiáticos, el 0% eran isleños del Pacífico, el 0.07% eran de otras razas y el 1.29% pertenecían a dos o más razas. Del total de la población el 1.25% eran hispanos o latinos de cualquier raza.